# Cestrum limitatis
Cestrum limitatis är en potatisväxtart som beskrevs av Brother Alain. Cestrum limitatis ingår i släktet Cestrum och familjen potatisväxter. Inga underarter finns listade i Catalogue of Life.